# 二酸化炭素除去

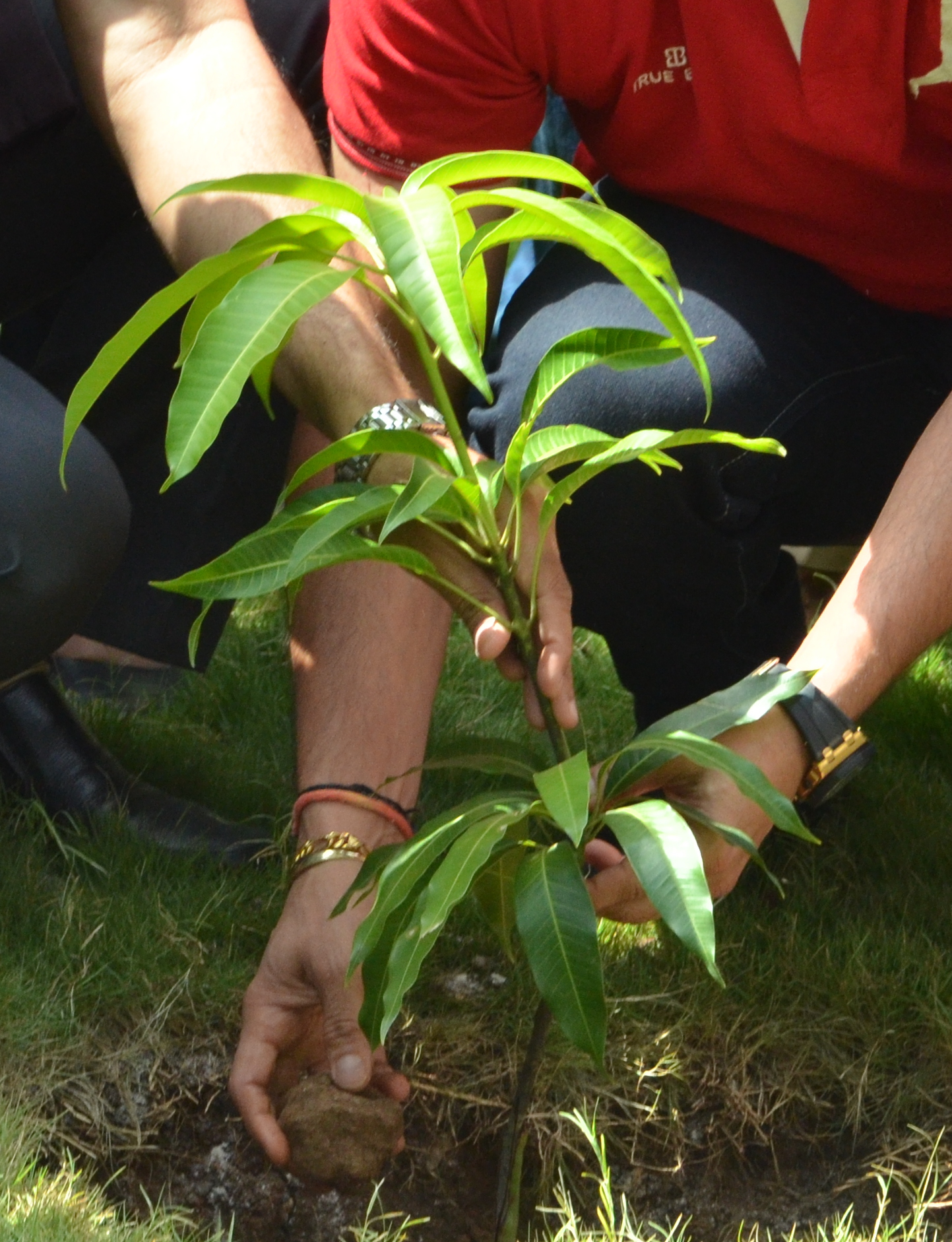
植林は、大気中の二酸化炭素を除去する自然に基づく解決策の一つだが、その効果は場合によっては一時的であることもある。

二酸化炭素除去（にさんかたんそじょきょ、英: Carbon dioxide removal、CDR）は、人為的な活動により大気中の二酸化炭素を除去し、それを地質、陸域、海洋の貯留層、または製品の中に持続的に貯蔵するプロセスである:2221。このプロセスは、炭素除去、温室効果ガス除去、あるいはネガティブエミッション技術とも呼ばれる。二酸化炭素除去は、気候変動に対する気候政策に統合されつつあり、地球温暖化への対策戦略の一部として注目されている。ネットゼロを達成するには、まず第一に排出の深く継続的な削減が必要であり、その上で二酸化炭素除去の利用が必要となる。（二酸化炭素除去は、ネットゼロ排出におけるネットを可能にするものとされている）。将来的には、二酸化炭素除去が、技術的に排除が困難な一部の農業や産業の排出を相殺する手段となる可能性がある(p114)。
二酸化炭素除去は、陸域や水域で実施される方法が含まれる。陸域ベースの方法には、植林活動、森林再生、土壌に二酸化炭素を蓄える農業実践（炭素農業）、二酸化炭素回収・貯留に伴うバイオエネルギー（BECCS）、直接空気回収技術と貯留が含まれる。水域ベースの方法としては、海洋施肥、海洋アルカリ度向上、湿地再生、およびブルーカーボンに近付ける方法がある。特定のプロセスがどれだけのネガティブエミッションを達成するかを評価するためには、詳細な分析が必要である。この分析には、ライフサイクルアセスメントおよびプロセス全体の監視、報告、検証が含まれる。二酸化炭素回収・貯留は、地球大気中の二酸化炭素の量を削減するものではないため、二酸化炭素除去とは見なされない。
2023年時点で、二酸化炭素除去は年間約2ギガトンの二酸化炭素を除去すると推定されている。これは、人間活動により1年間に排出される、温室効果ガス量の約4%に相当する(p8)。現時点で安全かつ経済的に展開可能な二酸化炭素除去方法を使用することで、年間最大10ギガトンの二酸化炭素を除去・貯留できる可能性がある。ただし、二酸化炭素除去によって大気中から除去される正確な二酸化炭素量を定量化するのは困難である。

## 定義
二酸化炭素除去は、気候変動に関する政府間パネルによって次のように定義されている。人為的活動により大気中から二酸化炭素を除去し、地質学的、陸地上、海洋貯留層、または製品に永続的に貯留すること。これには、生物学的または地球化学的吸収源の人為的増強や直接空気回収と貯留が含まれるが、人為的活動によらない自然の二酸化炭素吸収は含まれない:2221。
二酸化炭素除去の同義語には、温室効果ガス除去（GGR）、ネガティブエミッション技術、炭素除去などがある。メタンなどの非二酸化炭素温室効果ガスを大気から除去する技術も提案されているが、大規模に除去可能なのは現在のところ二酸化炭素のみである。そのため、多くの文脈では温室効果ガス除去は、二酸化炭素除去を意味する。
ジオエンジニアリング（地球工学）という用語は、科学文献において、二酸化炭素除去や太陽放射管理（SRM）のいずれかに、それらの技術が世界規模で使用される場合に用いられることがある:6–11。しかし、これらの用語は、現在の気候変動に関する政府間パネルの報告書では使用されていない。

## カテゴリ
二酸化炭素除去の手法は、以下のような異なる基準に基づいて分類することができる:114。
- 炭素循環における役割（陸上の生物学的手法、海洋ベースの生物学的手法、地球化学的手法、化学的手法）

- 貯蔵のタイムスケール（数十年から数世紀、数世紀から数千年、数千年以上）

### 似た用語を使用した概念
二酸化炭素除去は、二酸化炭素回収・貯留と混同される場合がある。二酸化炭素回収・貯留は、ガス火力発電所などの点発生源から排出される二酸化炭素を回収し、それを圧縮して炭素隔離または利用するプロセスである。例えば、ガス火力発電所から排出される炭素を隔離する場合、二酸化炭素回収・貯留はその点発生源からの排出を削減するが、すでに存在する地球大気中の二酸化炭素を削減するものではない。

## 気候変動緩和における役割
一方、二酸化炭素除去を用いることで、人間活動による大気中への二酸化炭素の追加速度を抑えることができる(p114)。地球の表面温度は、ネットゼロが達成された後に初めて安定する。このためには、排出削減への積極的な取り組みと二酸化炭素除去の導入が必要である(p114)。
一部の排出は技術的に削減が困難であるため、二酸化炭素除去無しでは、ネットゼロを達成することは困難である(p1261)。例としては、農業においての亜酸化窒素排出(p114)、航空機からの排出(p3)、一部産業からの排出(p114)が挙げられる。地球温暖化への対策では、二酸化炭素除去を用いることで、これらの排出を相殺する(p114)。
さらに、ネットゼロが達成された後、二酸化炭素除去を使用して大気中の二酸化炭素濃度を削減することが可能であり、これまで発生した温暖化を部分的に逆転させることができる可能性がある。2100年までに地球温暖化を1.5℃または2℃に制限するため、すべての排出源は、排出削減と二酸化炭素除去の併用を前提としている。

### 批評とリスク
批評者たちは、二酸化炭素除去を温室効果ガス排出削減の代替手段としてみなすべきではないと指摘している。海洋学者のデビッド・ホーは、2023年に次のように述べている。
2018年時点では、大規模な二酸化炭素除去導入への依存が、1.5℃未満の温暖化目標を達成する上で大きなリスクと見なされていた。これは、二酸化炭素除去を迅速に大規模に導入できるかどうかの不確実性があるためである。二酸化炭素除去に依存せず、持続可能なエネルギーを活用した気候変動緩和策は、このリスクを軽減する。
将来の大規模な二酸化炭素除去導入の可能性は、近い将来の気候変動緩和への取り組みを減少させる可能性があるため、モラルハザードと表現されている(p124)。しかし、2019年のNASEMレポートでは、二酸化炭素除去が後ろ盾になるとして緩和努力を遅らせる議論は、現在の能力と研究進展のペースを著しく誤解している、と結論付けている。
二酸化炭素除去は困難な削減分野を補完するためのものであり、排出削減を置き換えるものではない。気候変動を1.5℃に制限し、ネットゼロを達成するためには、21世紀半ばまでに大気中から大量の二酸化炭素除去を行う必要がある。しかし、国単位で必要な二酸化炭素除去量やその時期については不明確である。公平な二酸化炭素除去配分は、多くの場合、暗黙的に想定される土地や二酸化炭素貯留能力を超える場合がある。多くの国は、世界的な二酸化炭素除去の公平な割合を担うのに十分な土地や地質学的貯蔵能力を持っていない。
また、専門家たちは、土地面積の必要性など、二酸化炭素貯留の社会的および生態学的な限界にも注目している。例えば、2023年時点で各国の国が決定する貢献の二酸化炭素貯留計画に基づく土地面積の合計は、12億ヘクタールにのぼる。これは世界の耕作地の合計面積に匹敵する。

### 永続性
森林、藻場（海藻の繁茂地）や他の植物は、成長する過程で空気中の二酸化炭素を吸収し、これをバイオマスに固定する。しかし、これらの生物学的貯蔵庫は、長期的な貯留が保証されないため、揮発性の二酸化炭素吸収源と見なされる。例えば、自然災害（山火事や病気など）、経済的圧力、あるいは政治的優先順位の変化により、固定された二酸化炭素が大気中に再放出される可能性がある。
木材などのバイオマスは、地球の地下に直接貯蔵することが可能である。また、大気中から除去された二酸化炭素を、地球の地殻内に地質学的二酸化炭素貯留として注入したり、不溶性の炭酸塩として貯蔵することもできる。これらの方法は、二酸化炭素を大気から取り除き、数千年から数百万年という長期間にわたって固定することを前提としている。

### 潜在的規模
2023年の時点で、二酸化炭素除去では年間約2ギガトンの二酸化炭素を除去していると推定されており、ほとんどは再森林化や新たな森林の造成といった低技術的な方法によるものである。この量は、人間活動による年間温室効果ガス排出量の約4%に相当する(p8)。2019年の全米アカデミーズ（NASEM）による合意研究報告では、海洋施肥以外のすべての二酸化炭素除去方法を評価し、現行技術で安全かつ経済的に展開できる場合、世界的にフル展開すれば年間最大10ギガトンの二酸化炭素を除去できると推定している。2018年の分析では、1.5℃以上の温暖化を防ぐためのすべての緩和経路に二酸化炭素除去の実施が含まれていた。
一部の緩和経路では、特定の技術を大規模に展開することでより高い二酸化炭素除去率を達成することが提案されているが、これらの経路は数億ヘクタールもの耕作地をバイオ燃料作物の栽培に転換することを前提としている。さらに、直接空気回収技術、地質学的二酸化炭素貯留、および二酸化炭素鉱化作用の分野での研究が進むことで、二酸化炭素除去率を経済的に実現可能な範囲でさらに引き上げる技術的進展が期待されている。

## 方法

### 技術準備レベルに基づく概要リスト
以下は、既知の二酸化炭素除去方法を、技術成熟度レベルの順に並べたリストである。リストの上部は、技術成熟度レベルが8から9（最大値の9は技術が実証済みであることを意味する）の高い技術レベルを示し、下部は技術成熟度レベルが1から2の範囲で、技術が実証されていないか、実験室規模でのみ検証されていることを意味する:115。
1. 植林活動/森林再生
2. 農地や草地における土壌炭素隔離
3. 泥炭地および沿岸湿地の修復
4. アグロフォレストリーや森林計画の改善
5. バイオ炭による二酸化炭素除去（英語版）（Biochar Carbon Removal、BCR）
6. 直接空気回収技術と貯留（Direct Air Carbon Capture and Storage、DACCS）
7. 二酸化炭素回収・貯留に伴うバイオエネルギー（英語版）（Bioenergy with Carbon Capture and Storage, BECCS）
8. 強化風化（英語版）作用（アルカリ性強化）
9. ブルーカーボンの管理（沿岸湿地の修復を含む海洋由来の生物学的二酸化炭素除去方法。マングローブ、塩沼、海草藻場（英語版）を含む植生のある沿岸生態系の修復）
10. 海洋施肥、海洋のアルカリ性強化（海洋炭素循環（英語版）を強化）

気候変動緩和に最も貢献できる可能性があるとされる二酸化炭素除去方法は、陸上生物学的二酸化炭素除去方法（特に植林活動/森林再生）および二酸化炭素回収・貯留に伴うバイオエネルギーである。一部の緩和経路では、直接空気回収技術も含まれる:114。

### 植林活動、森林再生、森林計画
木々は光合成を利用して二酸化炭素を吸収し、木材や土壌に蓄積する。植林活動は、森林が存在していない地域に新たに森林を造成することを指す(p1794)。森林再生は、以前に伐採された森林を再び造成することを指す(p1812)。森林は、人間社会や動植物種にとって極めて重要である。これは、木々が空気を浄化し、地域の気候を調整し、多くの種に生息地を提供するためである。
木々は成長する過程で、大気中の二酸化炭素を吸収し、それを生体バイオマス、枯れた有機物、土壌炭素に蓄える。植林活動や森林再生は、これらのプロセスを促進することで二酸化炭素除去を実現し、森林地帯の新規造成または再造成を行う。森林が最大の炭素隔離率に達するまでには約10年かかる(pp26–28)。樹木の種類によるが、成熟するまでに約20～100年かかる。その後、二酸化炭素を貯留し続けるが、大気中からの除去は活発には行わない(pp26–28)。森林による二酸化炭素貯留は、理論的には無期限に維持できるが、伐採、火災、病気や干ばつによる被害を受ける可能性があり、貯留期間が大幅に短くなる場合もある(pp26–28)。成熟した森林製品は収穫され、長寿命の木材製品として貯留されたり、バイオエネルギーやバイオ炭に利用される。その後、森林が再成長することで、二酸化炭素除去が継続される(pp26–28)。
新しい森林造成に伴うリスクとして、土地の利用可能性、他の土地利用との競合、植栽から成熟までの比較的長い時間が挙げられる(pp26–28)。

### 農業（炭素農業）
炭素農業は、二酸化炭素を土壌、作物の根、木材、葉に蓄えることを目的とした農業手法である。その最終目標は、大気中の二酸化炭素を純減させることである。炭素農業は、二酸化炭素が土壌や植物材料に隔離される速度を高めることで達成される。一例として、土壌有機物の含有量を増加させる方法がある。これにより、作物の成長促進、土壌水分の保持能力の向上、肥料使用量の削減といった利点が得られる。さらに、持続可能な森林管理も炭素農業の重要な手法の1つである。
炭素農業における手法は、耕起や家畜の放牧方法の調整、有機マルチング材や堆肥の活用、バイオ炭やテラプレータの利用および、作物の種類の変更が挙げられる。また、林業における手法は、森林再生、竹の栽培が挙げられる。しかし、炭素農業には課題や欠点もある。一部の手法が生態系サービスに影響を及ぼす可能性があるためである。問題としては、土地の開拓が進むこと、モノカルチャーの増加、生物多様性の損失を引き起こす可能性がある。

### 二酸化炭素回収・貯留に伴うバイオエネルギー

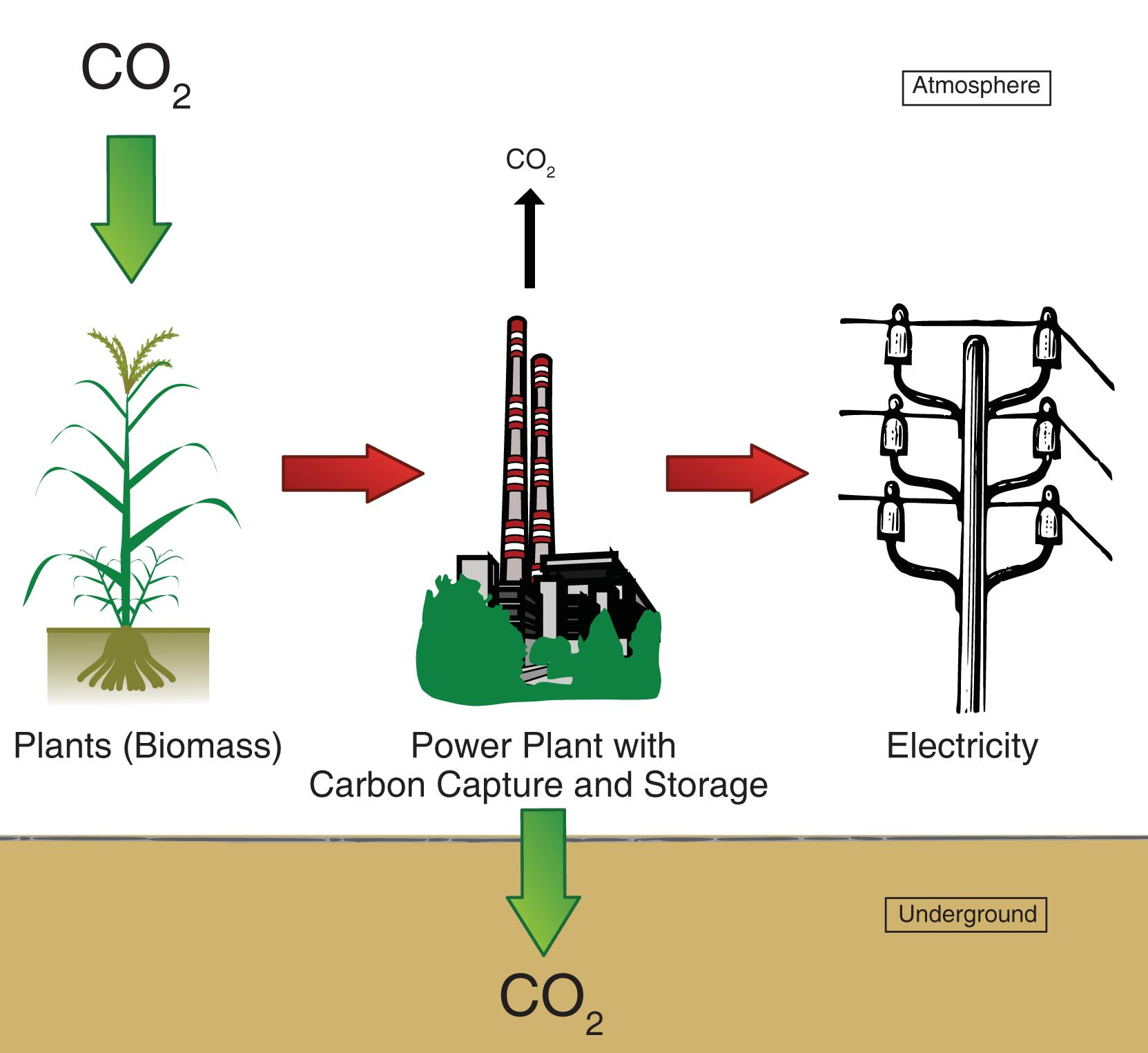
二酸化炭素回収・貯留に伴うバイオエネルギーの例：二酸化炭素回収・貯留に向けたバイオマス発電所の図。

二酸化炭素回収・貯留に伴うバイオエネルギーとは、バイオマスからバイオエネルギーを抽出し、発生する二酸化炭素を回収・貯留するプロセスのことである。

### バイオ炭による二酸化炭素除去
バイオ炭は、バイオマスを熱分解することで生成される炭であり、炭素隔離の手法として研究されている。バイオ炭は、農業目的で利用される炭であり、二酸化炭素の回収や貯留に寄与する。生成プロセスである熱分解とは、高温環境で酸素量を制限してバイオマスを加熱する方法であり、これにより炭が残る。通常の木炭とは異なり、持続可能なプロセスで作られる点が特徴である。原料として使用されるバイオマスは、主に植物や植物由来の有機物である。英国バイオ炭研究センターによる研究では、少なく見積もっても、バイオ炭は年間1ギガトンの二酸化炭素を貯留できる可能性がある。より積極的なマーケティングと普及が進めば、年間5 - 9ギガトンの二酸化炭素を土壌に貯留する効果が期待される。しかし、現時点では、土壌が二酸化炭素を貯蔵できる能力には限界がある。システムが均衡状態に達すると、それ以上の隔離は困難になる。これにより、二酸化炭素が再び大気中に漏出するリスクがあり、適切な規制と管理が必要である。

### 炭素隔離を伴う直接空気回収技術

国際エネルギー機関は、直接空気回収技術の世界的な稼働能力の伸びを報告した。

直接空気回収技術とは、化学的または物理的なプロセスを用いて、周囲の空気から二酸化炭素を直接取り出すことである。回収した二酸化炭素を安全な長期貯蔵庫にて炭素隔離すれば、二酸化炭素除去が達成でき、負の排出技術となる。

### 海洋二酸化炭素除去

海洋における炭素隔離

海洋から二酸化炭素を隔離する方法はいくつかあり、これには、大気中の二酸化炭素と平衡状態にある海水中の炭酸が含まれる。これらには、海洋表層に植物の栄養素を意図的に供給する、海洋施肥が含まれる。海洋施肥は、比較的研究が進んでいる二酸化炭素除去手法の1つであるが、隔離期間が10 - 100年程度に限られる。また、栄養素を施肥することで海洋表層の酸性度が低下する可能性があるが、沈降した有機物が再鉱化されることで深海の酸性度が増加する恐れがある。2021年の二酸化炭素除去に関する報告では、この技術が効率的かつ拡張可能であり、コストが低い一方で、環境リスクが中程度である可能性があるとしている。推定される年間の二酸化炭素隔離能力は、0.1 - 1 ギガトンであり、コストは1トンあたり8 - 80ドルである。
もう1つの手法である海洋アルカリ度強化は、カンラン石や石灰石、ケイ酸塩、水酸化カルシウムなどの鉱物を粉砕し、散布または溶解させることで炭酸塩を形成し、海底に堆積させる方法である。推定される年間の二酸化炭素隔離能力は、0.1 - 1 ギガトンであり、コストは1トンあたり100 - 150ドルである。
他にも、電気を使用して海水から炭酸塩を分離する電気化学的手法があり、例として電気透析が挙げられる。この手法を用いた場合、年間0.1 - 1ギガトンの二酸化炭素が除去可能と推定され、コストは1トンあたり150 - 2,500ドルである。ただし、海水淡水化のような海水処理と組み合わせることで、塩と炭酸塩を同時に除去し、コストを大幅に削減できる。また、この手法で生産される淡水の販売利益により、二酸化炭素除去コストの全体または大部分を賄える可能性がある。

## コストと経済性
二酸化炭素除去のコストは、使用される技術の成熟度、そして自主的な炭素除去市場や物理的な成果物の経済性によって大きく異なる。例えば、バイオマスの熱分解ではバイオ炭が生成され、土壌再生や廃水処理といった商業的用途される。2021年時点では、直接空気回収技術のコストは1トンあたり250 - 600ドルであるのに対し、バイオ炭は100ドル、そして森林再生や植林活動といった自然由来の解決策は50ドル未満となっている。バイオ炭が、二酸化炭素除去市場で自然由来の解決策よりも高い価格で取引されているのは、バイオ炭が数百年から数千年にわたり二酸化炭素を隔離できる、耐久性のある貯留源である一方、自然由来の解決策は、森林火災や害虫、経済的圧力、政治的優先順位の変化により、貯留が不安定になるリスクがあるからである。ネットゼロに準拠した炭素相殺のオックスフォード原則では、パリ協定と整合するために次のように述べられている。
これらの取り組みや、ピュア・スタンダードのような二酸化炭素除去の新たな業界基準の技術開発により、二酸化炭素除去市場の成長が支援されることになる。
2021年時点では、二酸化炭素除去は欧州域内排出枠で対象外だったが、欧州委員会は二酸化炭素除去の認証制度を準備中で、差金決済取引を検討している。二酸化炭素除去は将来的に英国排出量取引制度にも追加される可能性がある。2021年末時点では、二酸化炭素除去ではなく、二酸化炭素削減に基づいている、キャップ・アンド・トレード制度の炭素価格は、依然として100ドル未満にとどまっている。ネットゼロ目標が普及した後、二酸化炭素除去はブラジル、中国、インドなどの新興主要経済国でより重要な役割を果たしている。
2023年初頭時点では、高度な技術による二酸化炭素除去が地球温暖化への対策に大きく貢献するための資金が不足している。ただし、利用可能な資金は近年大幅に増加しており、その多くは民間部門の自主的な取り組みによるものである。例えば、ストライプ社が主導する民間部門の連合には、Meta、Google、Shopifyなどの企業が参加している。この連合は2022年4月に、二酸化炭素を恒久的に回収・貯留できる企業に報酬を与えるため、約10億ドルの基金を発表した。ストライプ社の上級社員であるナン・ランソホフによれば、この基金は2021年に存在していた二酸化炭素除去市場の約30倍の規模だが、2050年までに必要とされる市場規模の1,000分の1にすぎない。民間部門の資金が優勢であることは懸念を招いている。というのも、歴史的に、民間市場は政府政策による市場に比べて規模が桁違いに小さいからである。しかし2023年時点では、スウェーデン、スイス、アメリカ合衆国を含むさまざまな政府が二酸化炭素除去への支援を強化している。アメリカ合衆国政府の最近の取り組みには、2022年6月の超党派インフラ法による35億ドルの二酸化炭素除去プログラムへの資金提供意向通知や、2022年インフレ削減法への署名がある。この法律には、二酸化炭素除去市場を強化するための45Q税制が含まれている。

## その他の温室効果ガスの除去
一部の研究者はメタンを除去する方法を提案しているが、他の研究者は、大気中での寿命がより長いことから、亜酸化窒素を研究対象として優先すべきだと主張している。